# William Henry Mahoney Christie
Pour le claveciniste et chef d'orchestre français, voir William Christie.
Pour les articles homonymes, voir Christie et Mahoney.
Sir William Henry Mahoney Christie, (1er octobre 1845 - 22 janvier 1922), est un astronome britannique.

## Biographie
Christie étudie au King's College de Londres puis au Trinity College de l'université de Cambridge. Après ses études il enseigne à Cambridge. En 1870 il devient l'assistant de l'astronome royal George Biddell Airy. Élu membre de la Royal Society en 1871 il occupe divers postes au conseil de cette société savante durant les quarante années suivantes. En 1877 il démarre l'édition de l'observatory Magazine dont il reste le seul éditeur jusqu'en 1881. À cette date il prend la succession d'Airy comme Astronomer Royal. Il prend sa retraite en 1910 à 65 ans tout en restant actif dans le domaine de l'astronomie. Il meurt près de Gibraltar lors d'un voyage au Maroc.
Durant sa carrière il s'intéresse de près à la spectroscopie et plus généralement à l'optique. Il oriente l'observatoire de Greenwich vers l'astrophysique et les méthodes photographiques. Christie conduit les travaux assignés à Greenwich pour l'établissement de la Carte du Ciel.